# Región de Dikhil
Dikhil es una región en Yibuti. Su capital es Dijil. Otras ciudades y centros urbanos importantes incluyen As Ela, Galafi y Yoboki. La fronteras del distrito son la región de Tadjoura al norte, Etiopía al oeste/sur, el golfo de Tadjoura al norte y la región de Arta y región de Ali Sabieh al este. Dentro de las fronteras del distrito se encuentra parte del lago Abhe Bad, compartido con Etiopía.

## Territorio y población
La extensión de territorio de esta región abarca una superficie de 7200 kilómetros cuadrados, mientras que la población se compone de unos 90 023 residentes. La densidad poblacional es de 7,3 habitantes por kilómetro cuadrado.
- Datos: Q283979
- Multimedia: Dikhil Region / Q283979